# Wohnhaus Am Seedeich 5

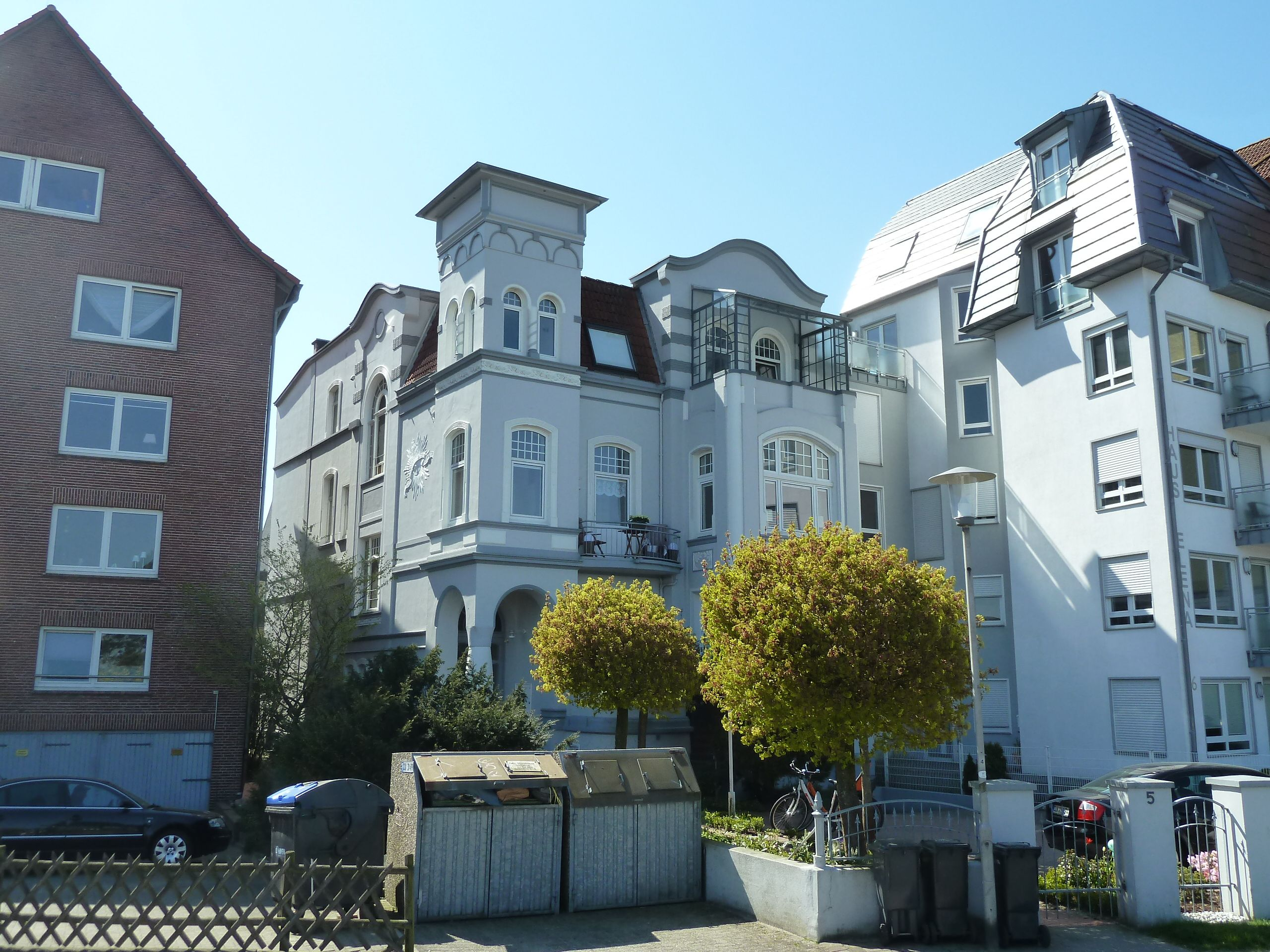
Wohnhaus Am Seedeich 5 (2019)

Das Wohnhaus Am Seedeich 5 (Haus Stake) in der niedersächsischen Kreisstadt Cuxhaven im Landkreis Cuxhaven stammt vom Anfang des 20. Jahrhunderts.
Aktuell (2024) wird es für Wohnungen und Ferienwohnungen genutzt.
Das Gebäude steht unter Denkmalschutz (siehe auch Liste der Baudenkmale in Cuxhaven).

## Geschichte und Beschreibung
Am Seedeich ist eine touristisch bedeutsame Straße an der Nordsee.
Das zwei- und dreigeschossige traufständige verputzte Gebäude auf Sockel mit ziegelgedecktem Sattel- und Walmdach, Risalit, Dachhaus und Turmaufbau, Erker sowie Eingangslaube wurde 1905 nach Plänen von Rudolph Glocke für den Konsul Georg Stake als repräsentatives villenartiges Wohnhaus gebaut. Die neoklassizistischen Fassaden wurden mit vielfältigen Schmuckelementen, Fensterrahmungen und Gesimsen gestaltet.
Das Landesdenkmalamt befand u. a.: „… greift mit der turmähnlichen Ausbildung der Nordostecke ein Element des klassizistischen Villenbaus auf. Charakteristisch für die späthistoristische Durchbildung des Baukörpers sind außerdem die Risalite und Erker sowie variierende Fensterformen.“